# 当若 (旧市镇)
当若（法語：Dangeau，法語發音：[dɑ̃ʒo]）是法国厄尔-卢瓦省的一个旧市镇，属于沙托丹区。2018年，当若与市镇比卢和梅济耶尔欧佩什合并为新的当若。

## 地理
当若（48°12'31"N, 1°17'5"E）面积39.63 平方千米，位于法国中央-卢瓦尔河谷大区厄尔-卢瓦省，该省份为法国北部内陆省份，北起顺时针与厄尔省、伊夫林省、埃松省、卢瓦雷省、卢瓦-谢尔省、萨尔特省和奧恩省接壤。
与当若接壤的市镇（或旧市镇、城区）包括：特里宰莱博讷瓦勒、耶夫尔、弗拉塞。
当若的时区为UTC+01:00、UTC+02:00（夏令时）。

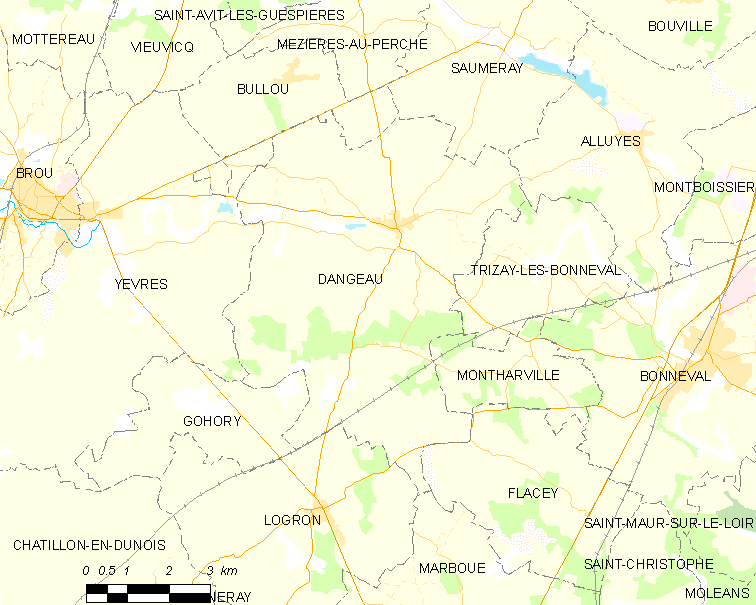
当若的OSM定位图

## 行政
当若的邮政编码为28160，INSEE市镇编码为28127。

## 政治
当若所属的省级选区为沙托丹县。

## 人口

1962-2008年间当若人口变化图示

当若于2015时的人口数量为920人。